# Pierien
Pierien (grekiska: Πιερία, Pieria) är en regiondel (perifereiakí enótita), till 2010 prefekturen Nomós Pierías. Det ligger i regionen Mellersta Makedonien. Huvudorten är Katerini.
I Pierien som är ett historiskt landskap finns flera arkeologiska fyndorter som Dion, Pydna och Platamonas. Regiondelen rymmer också berget Pelion som i grekisk mytologi omnämns som kentaurernas samt Orfeus' och musernas hemvist.
Söder om Pierien reser sig Olympos, Greklands högsta berg. Historiskt har Pierien räknats till Thessalien.
Regiondelen är indelat i tre kommuner. Den tidigare perfekturen var uppdelad i 13 kommuner.
- Dimos Pydna-Kolindros
- Dimos Katerini
- Dimos Dio-Olympos